# Weber (förgasare)

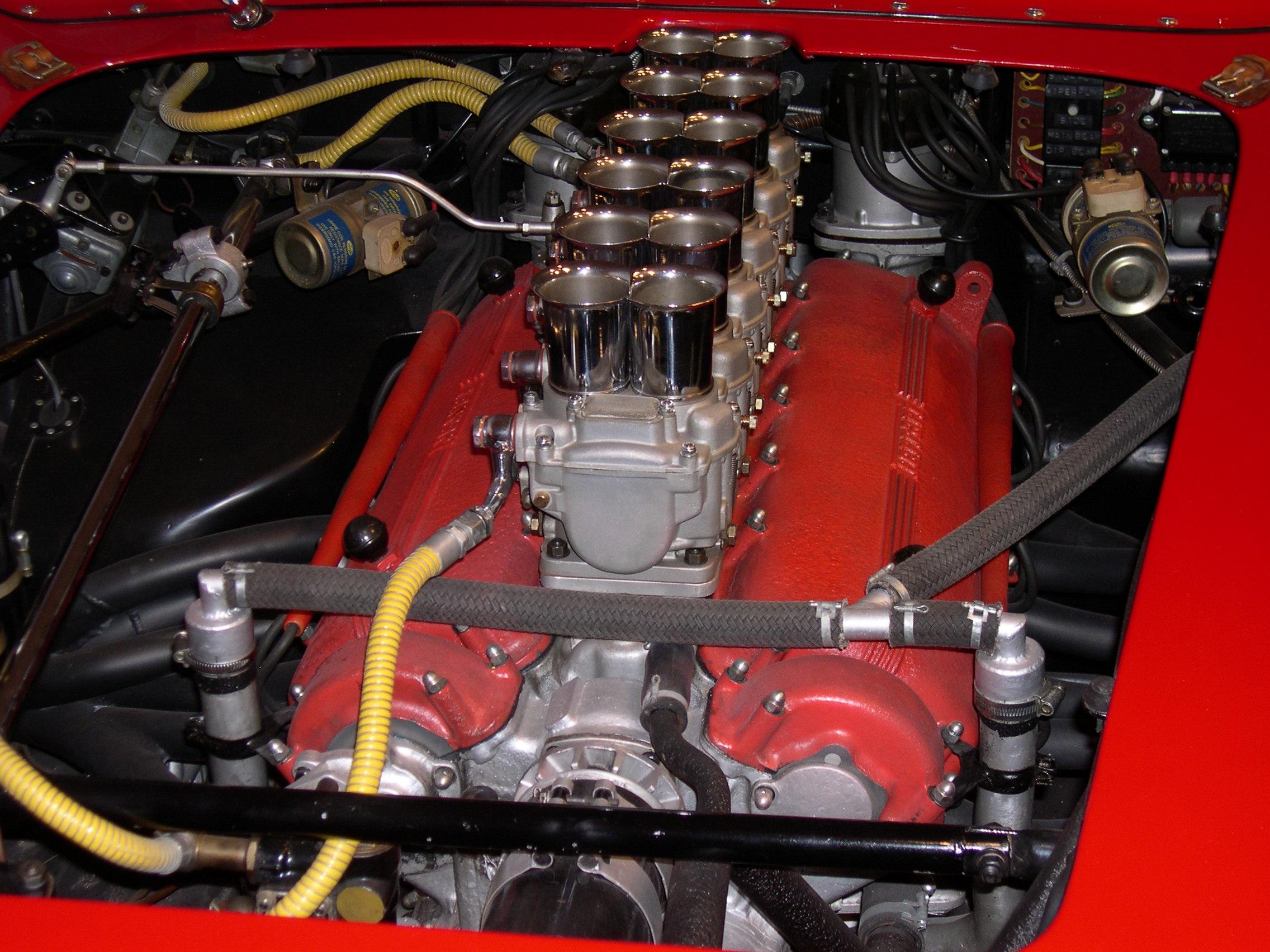
1961 TR Ferrari 250TR Spyder motor utrustad med 6 dubbla Weberförgasare

Weber är ett förgasarmärke till bensinmotorer. Förgasaren tillverkades ursprungligen av italienaren Eduardo Weber som del i en ombyggnadsats till 1920 års Fiat. 
Weber var pionjär under 1930-talet då de byggde de första dubbla förgasarna, som avser en förgasarenhet med två separata förgasarhalsar som kan förse var sin cylinder med bränsle/luftblandning. 
Denna förgasartyp kunde man inledningsvis hitta på Maserati och Alfa Romeos racingbilar.
Med tiden kom Weberförgasarna att monteras original i både standardbilar och i racingsammanhang. Exempelvis i Abarth, Alfa Romeo, Aston Martin, BMW, Ferrari, Fiat, Ford, Lamborghini, Lancia, Lotus, Maserati, Porsche, Triumph, och Volkswagen.
Weberförgasarna används till standardbilar och i offroad-sammanhang. De säljs ofta i vad som kallas Weber ombyggnadskit och innehåller, förutom förgasaren, en eventuell adapterplatta för montering, spjällmekanism, luftfilter och andra detaljer nödvändiga för att montera en Weberförgasare på ett motorfordon.
Nu för tiden har ofta bränsleinsprutning ersatt förgasarna i både standardbilar och i racingsammanhang, men Weber används fortfarande i klassisk och historisk racing och också som en högkvalitativ ersättning av problematiska standardförgasare.